# Zombia antillarum
Zombia antillarum là một loài cau và là thành viên duy nhất của chi Zombia. Zombia antillarum là loài đặc hữu của đảo Hispaniola thuộc Đại Antilles. Chúng thường được tìm thấy ở vùng đồi núi khô ở miều bắc và nam Haiti, miền tây bắc Cộng hòa Dominica. Zombia antillarum có lá lược tương đối ngắn, cây mọc thành cụm, có bề ngoài rất dễ nhận biết bởi gân lá hình gai cứng của nó. Z. antillarum là một loài cây cảnh phô biến vì ngoại hình đặc biệt, ít cần chăm sóc và khả năng chịu muối. Loài này bị đe dọa bởi phá hoại môi trường ở Haiti. 